# Podstrana – Strožanac Donji
Podstrana – Strožanac Donji naselje je u općini Podstrana u Splitsko-dalmatinskoj županiji u Hrvatskoj.

## Povijest
Do teritorijalnog preustroja Hrvatske naselje je bilo u sastavu Općine Split. Podstrana – Strožanac Donji kao samostalno naselje navodi se od popisa stanovništva 2021. godine. Nastalo je podjelom naselja Podstrana.

## Stanovništvo
Na popisu 2021. Podstrana – Strožanac Donji imala je 1687 stanovnika.

## Znamenitosti
U njemu se nalazi zaštićeno kulturno dobro palača Cindro, koja u posljednje vrijeme služi za održavanje kulturnih manifestacija.  U istoj ulici, Jurasovoj, nalazi se niz starih kuća, prepoznatljivih po zelenim škurama (zatvorima za prozore) i kamenu kao građevnom materijalu.
U Strožancu se nalazi stara crkvica Gospe u Siti (Sita je naziv za čitavo polje koje su tu nalazi.) 
Jedina škola u Podstrani je OŠ Strožanac; pohađa je oko 1000 učenika.[nedostaje izvor]